# Vésuvianite
Pour les articles homonymes, voir Hyacinte.
La vésuvianite, est une espèce minérale du groupe des silicates, sous-groupe des sorosilicates, formée de silicate double d'alumine et de calcium de formule : Ca10(Mg,Fe)2Al4(SiO4)5(Si2O7)2(OH,F)4 avec des traces : Fe;Be;B;F;Cu;Li;Na;K;Mn;Ti;Cr;Zn;H2O.
Elle constitue un groupe (groupe de la vésuvianite) avec la manganvésuvianite, la fluorvésuvianite (de) et la wiluite.

## Inventeur et étymologie
Décrite par Abraham Gottlob Werner en 1795 sous le terme « vesuvian ». Le nom fait référence au topotype, ce dernier est conservé à « Académie des mines » de  Freiberg en Saxe, Allemagne No 23278.

## Topotype
Monte Somma (Vésuve) Naples Campanie Italie.

## Cristallographie
- Paramètres de la maille conventionnelle : a = 15,504 Å, c = 11,808 Å, Z = 4 ; V = 2 838,34 Å3

- Densité calculée = 3,33

## Synonymie
Il existe plusieurs synonymes pour cette espèce :
- chrysolite des Napolitains : a parfois désigné la vésuvianite de Monte Somma[4].
- chrysolite du Vésuve[5]
- genévite (Duparc et  Gysin 1927) : espèce décrite au Maroc, déclassée comme synonyme de vésuvianite[6].
- hétéromérite (Hermann) (décrite à Schischimskaja Gora dans l'Oural)[7]
- hyacinte du Vésuve (Jean-Baptiste Romé de L'Isle 1783)
- hyacinte volcanique (Jean Démeste (1748-1783))
- hyacinth
- hyacinthine (Jean-Claude Delamétherie)
- idocrase (René Just Haüy 1801) du grec « eidos », forme et « krasis », mélange.
- jefreinoffite (jefreinowite) : variété désuète de vésuvianite trouvée en Finlande[8]
- vésuvienne[9]

## Variétés
- beryllian vesuvianite, variété riche en béryllium, trouvée à Lesjimfre claims, Baboquivari District, Pima Co., Arizona, États-Unis[10].
- californite, variété vert pomme à l'imitation du jade, trouvée en Californie et décrite en 1903 par Georg Frederi Kunz[11]
- cerian vesuvianite, variété riche en cérium, décrite par Crook, W.W. & S.G. Oswald en 1979 à San Benito Co., Californie[12].
- cyprine (Syn. Gemme du Vésuve[13]), variété de couleur bleue riche en cuivre, est utilisée malgré sa fragilité comme pierre fine. Elle se trouve à Øvstebø, Kleppan, Sauland, Hjartdal, Telemark, Norvège[14].

## Gîtologie
La vésuvianite est un minéral commun des calcaires métamorphiques et des dolomies, associé à grenats, diopside, wollastonite. Elle est également visible dans les syénites néphéliniques et dans des veines des roches ultrabasiques.

## Gisements remarquables
En France
- Mines du Costabonne, Prats-de-Mollo-la-Preste, Céret, Pyrénées-Orientales[15].
- Massif de l'Arbizon, Hautes-Pyrénées.
- Bessans, Vallée de la Maurienne, Savoie[16].
- Massif du Roc Blanc, Ariège.

Dans le monde
- La mine Jeffrey, Richmond Co., Asbestos au Québec, Canada[17]
- Saint-Vincent dans le val d'Aoste en Italie.
- « grotte de Sainte Croix » dans l'entité de Huccorgneen, Belgique.

## Galerie

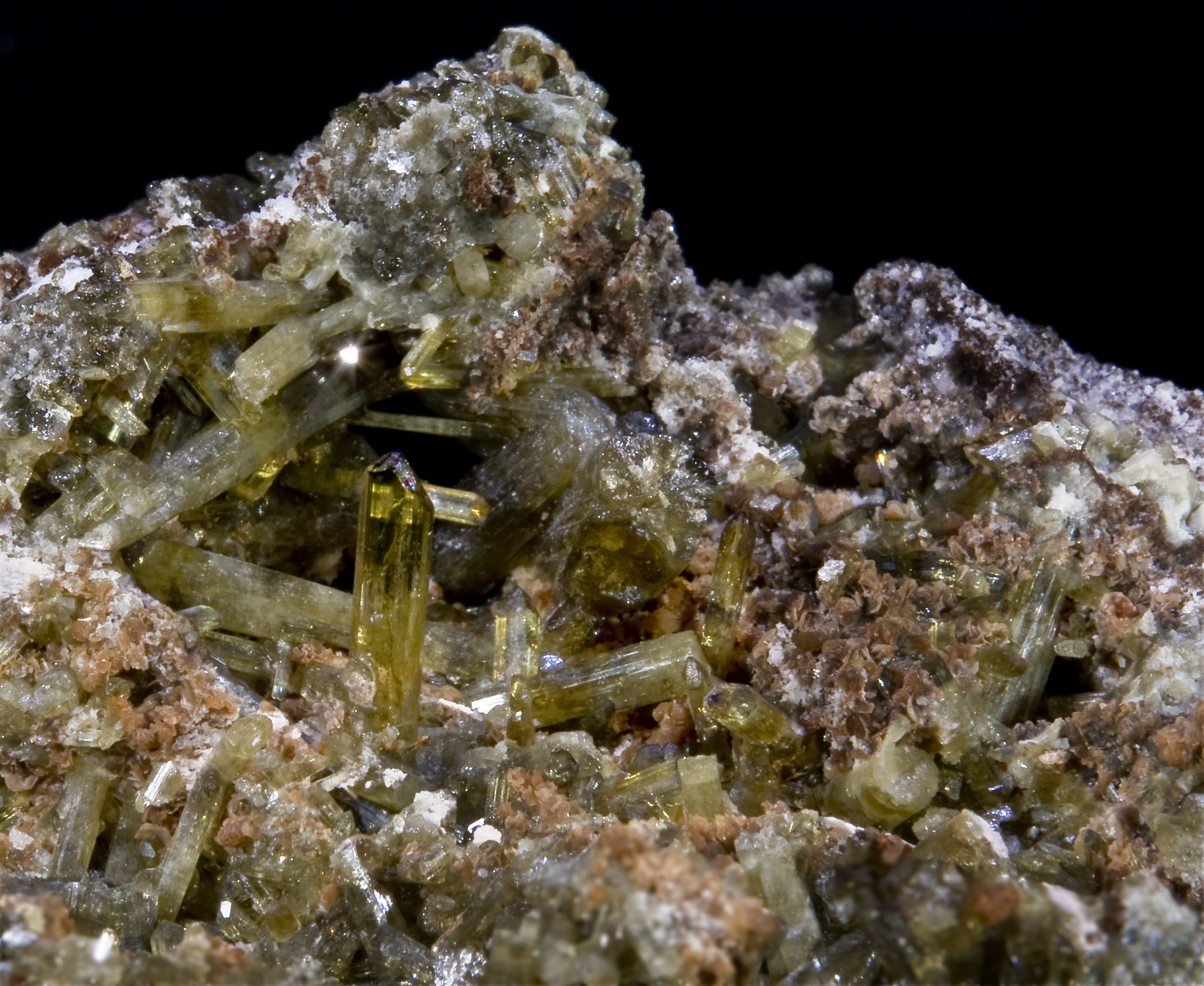
Vésuvianite -  Mine Jeffrey, Asbestos, Québec (XX 2 cm)
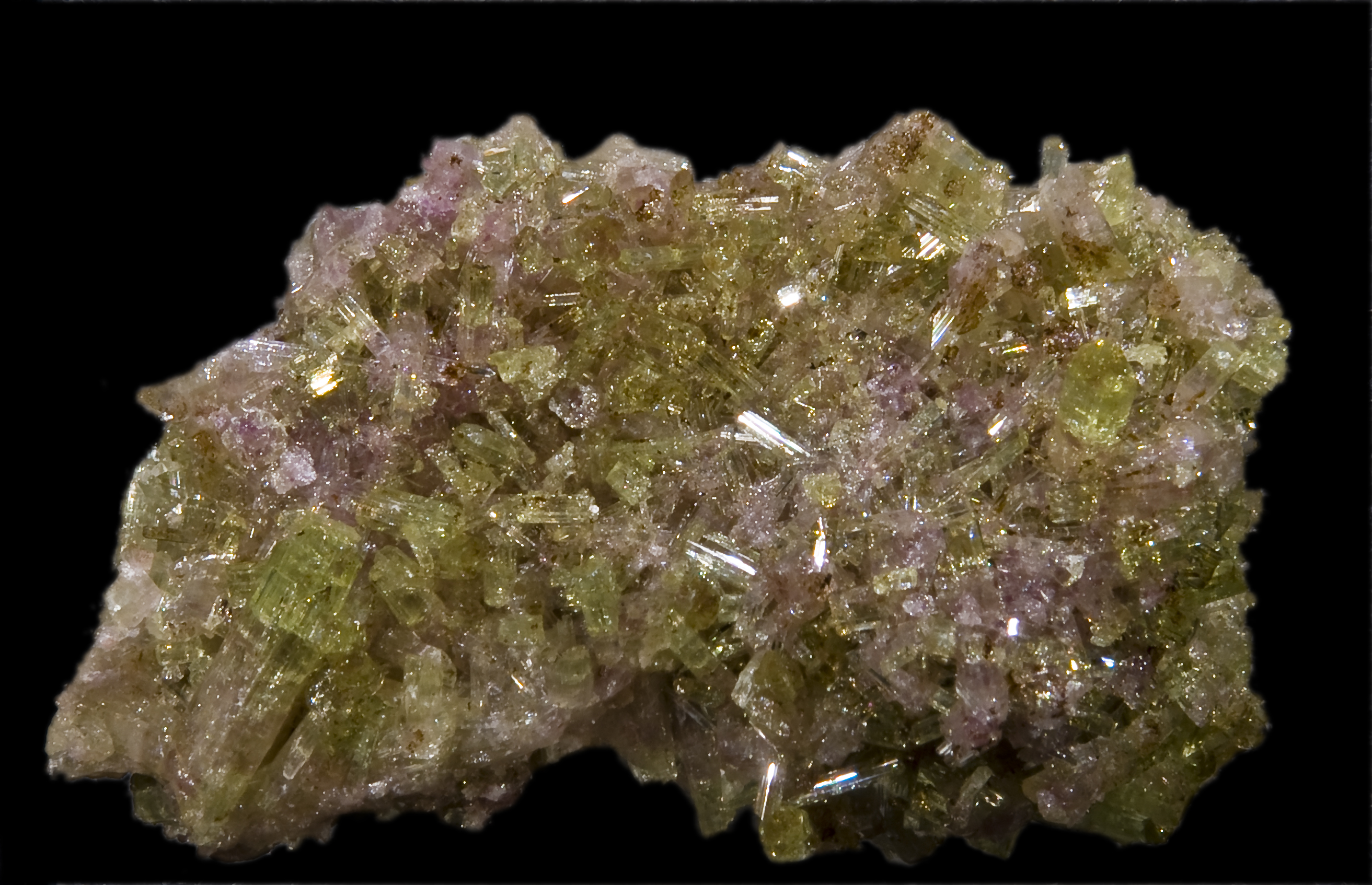
Vésuvianite et manganovésuvianite -  Mine Jeffrey, Asbestos, Québec (4,3x2,8 cm)
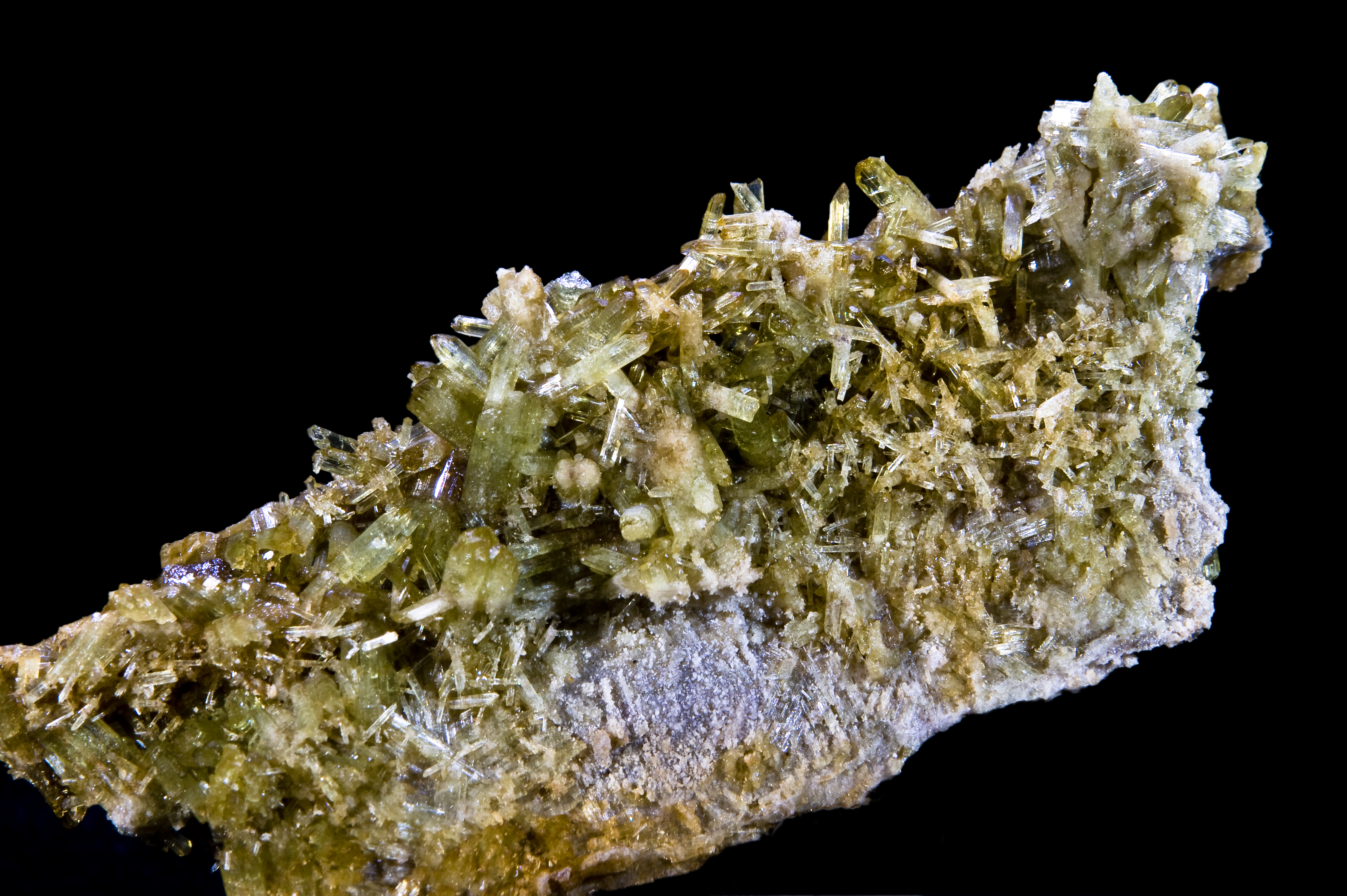
Vésuvianite -  Mine Jeffrey, Asbestos, Québec (9,6x4 cm)

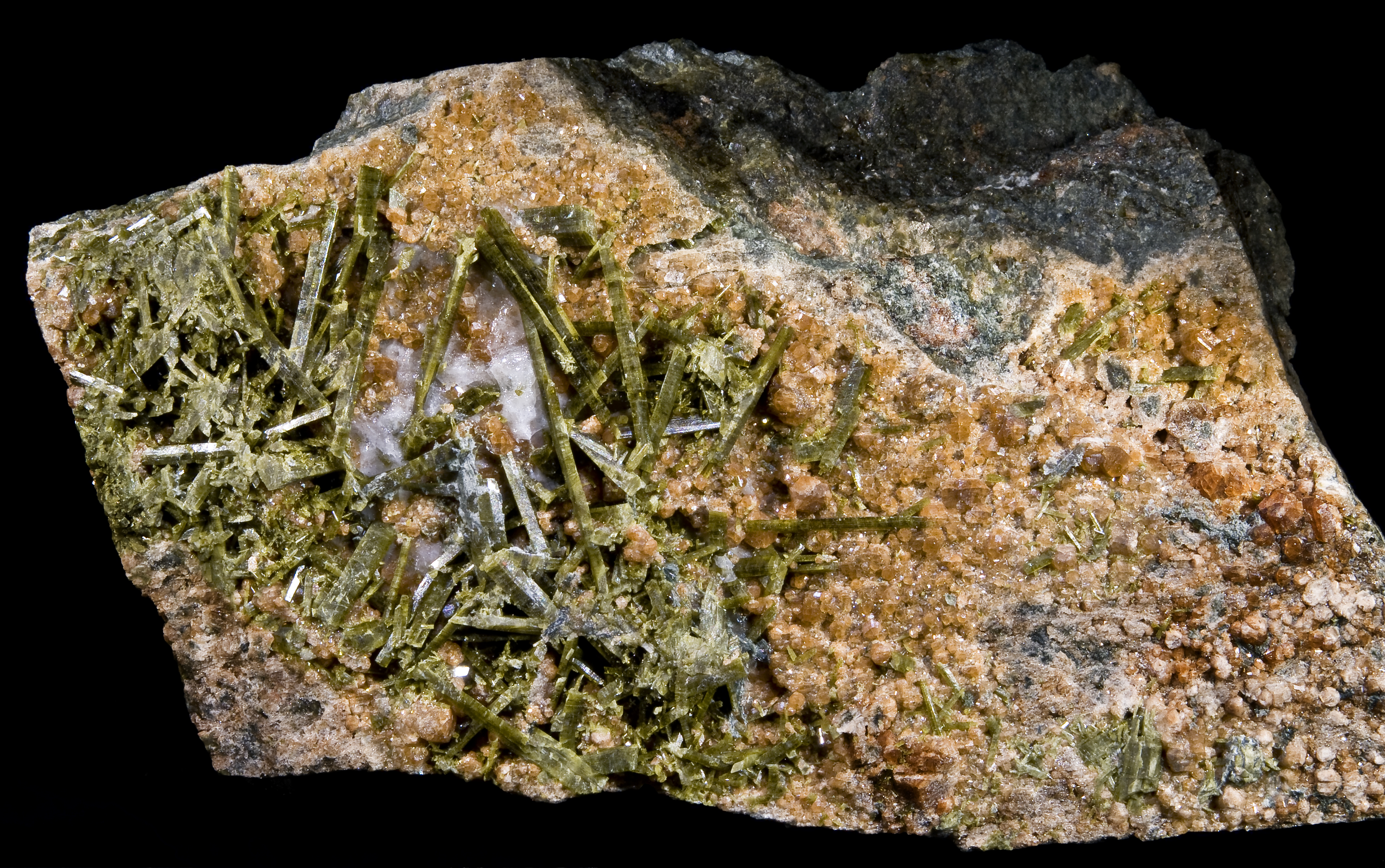
Vésuvianite et grossulaire - Massif de l'Arbizon - (13x7,5 cm)France
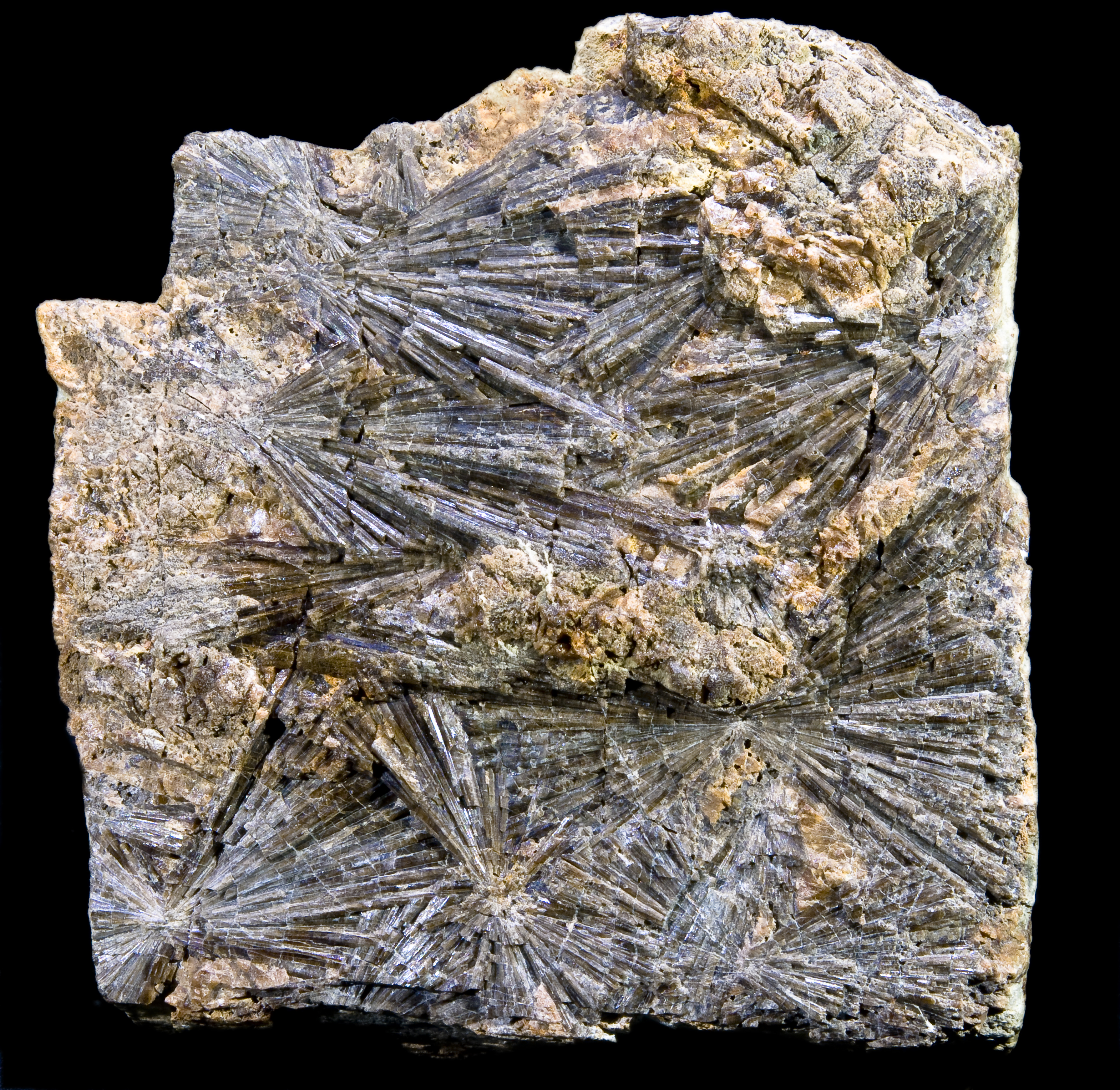
Vésuvianite - Massif de l'Arbizon -(9x9 cm) France
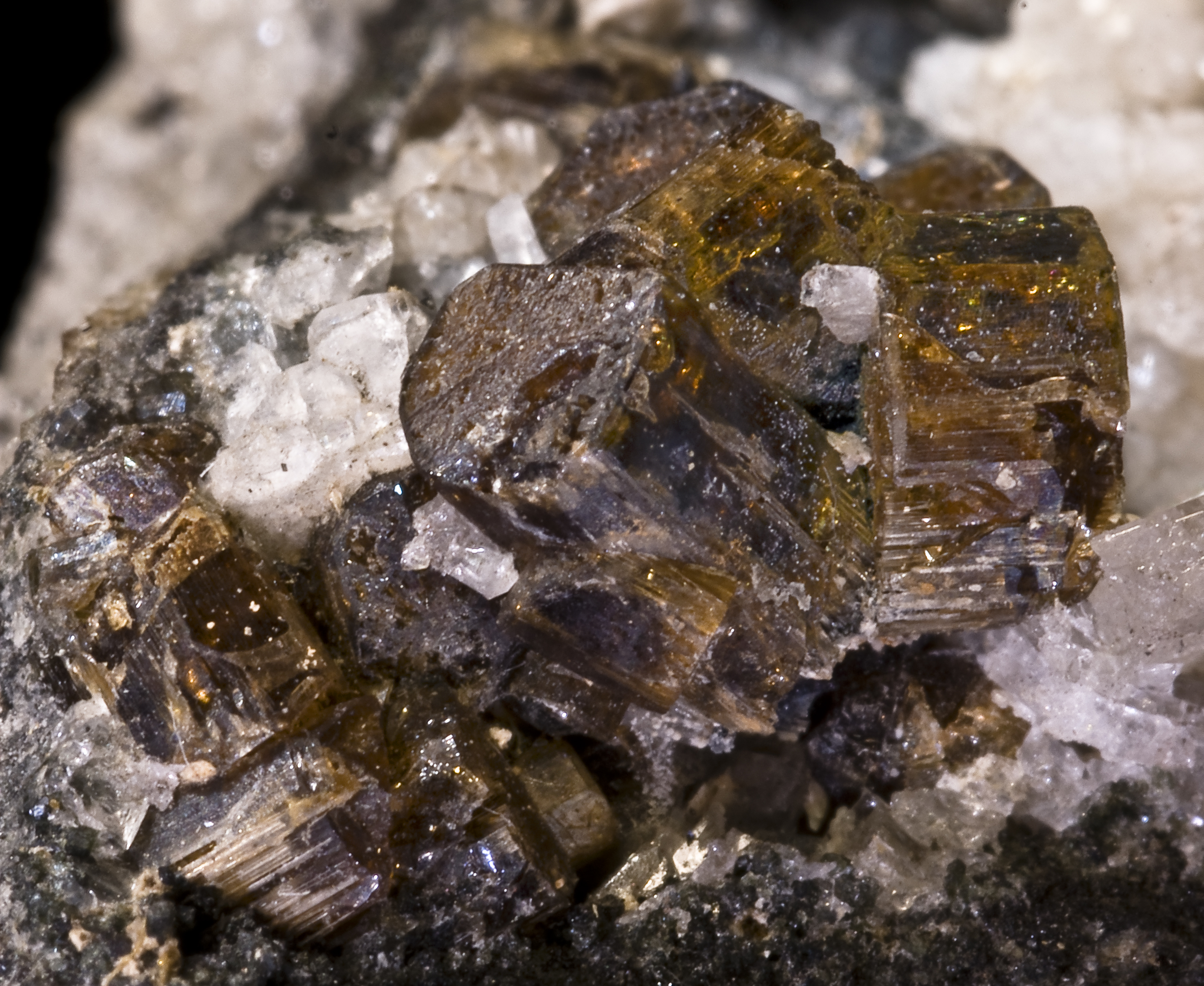
Vésuvianite - Monte Somma, Province de Naples, Italie - (Vue 1.5 cm)